# Reuben De Boel
Reuben De Boel (5 september 1988) is een Vlaams acteur en zanger.

## Carrière
Reuben De Boel studeerde woordkunst aan De Kunsthumaniora Antwerpen. In 2012 behaalde hij zijn diploma Musical aan het Koninklijk Conservatorium Brussel, hier kreeg hij les van onder andere David Davidse, Leah Thys, Goele De Raedt en Lulu Aertgeerts. In 2007 vertolkte hij de rol van Roger in de Vlaamse productie van de musical Grease. Daarna trok hij naar Frankrijk, waar hij te zien was in Mamma Mia!
Verder was De Boel te zien als ensemble en understudy van LeFou in de Vlaamse productie van de musical Belle en het Beest in Flanders Expo Gent. Ook vertolkte hij de rol van Vladimir in de Ketnetreeks De Regel Van 3S. Hij stond als swing in de Vlaamse productie van Mozart! in Stadsschouwburg Antwerpen en later ook in The Best Of Musicals van diezelfde producent, Music Hall. Ook in 2019 was hij te zien zijn in de tweede editie van The Best Of Musicals.
De Boel verleende zijn gezicht aan diverse reclamecampagnes, zoals die van Delhaize. Hij is 2014 als het alter ego 'Thomas, de boodschappenman' het vaste gezicht van deze winkelketen. Voor de Vlaamse versie van de populaire Disney-film Big Hero 6 verleende hij zijn stem aan het hoofdpersonage Hiro. Daarnaast is hij te horen in diverse Disney Channel-series, waaronder Austin & Ally en Soy Luna, maar ook op Nickelodeon en Ketnet is hij vaak te horen.
In 2017 richtte De Boel Hét Musicalkot op, een onderneming die musicalstages aanbiedt voor het jonge publiek. Hij regisseerde enkele kleinschalige amateurmusicals, waaronder Mamma Mia, Grease en Hairspray.
In het voorjaar van 2018 richtte De Boel zijn eigen vzw op: 't Groen Gras. Met deze vereniging bracht hij later dat jaar zijn zelfgeschreven voorstelling Leven Over Leven op de planken. In het voorjaar van 2019 was deze voorstelling nogmaals te zien.

## Veroordeling
Op 24 augustus 2023 werd Reuben De Boel samen met onder andere voormalig VRT-presentator Sven Pichal opgepakt naar aanleiding van een gerechtelijk onderzoek naar zedenfeiten met kinderen. De Boel werd op 27 juni 2024 veroordeeld tot dertig maanden cel met probatie-uitstel voor het bezit en verspreiden van beelden van seksueel kindermisbruik.

## Musical
- 2007-2008: Grease - Roger
- 2009-2010: Mamma Mia! (Parijs) - Ensemble / Eddie
- 2012-2013: Mamma Mia! (Tournee Frankrijk) - Ensemble / Eddie
- 2013-2014: Mamma Mia! (Tournee Frankrijk) - Ensemble / Eddie
- 2015-2016: Zo Mooi, Zo Blond - Maurice
- 2016: Belle en het Beest - Ensemble / US LeFou
- 2017: Mozart! - Swing
- 2018: The Best Of Musicals van Music Hall
- 2018: Leven Over Leven van vzw 't Groen Gras
- 2019: The Best Of Musicals 2 van Music Hall

## Televisie
- 2006: Spring - gastrol
- 2006: Zone Stad - gastrol
- 2008: Familie - gastrol
- 2015: Familie - gastrol
- 2017: De Regel Van 3S - Vladimir

## Stemmenwerk
- 2012-2015: Austin & Ally - Nederlandse stem Dez
- 2012: Haai Five - Nederlandse stem Pip
- 2013: The Ranch - Kevin
- 2013: Jessie (televisieserie) - diverse personages
- 2013: Jasper en Julia en de Dappere Ridders - Jasper
- 2013: Frozen (2013) - Franse magistraat
- 2014: Robin Hood - Robin Hood
- 2014: Sheriff Callies Wilde Westen - Dirty Dan
- 2015: Big Hero 6 - Hiro Hamada
- 2015: Tashi - Jack
- 2015: Sammy & Co - Rick
- 2015: Power Rangers Dino Charge - Riley
- 2016-2018: Soy Luna - Simon
- 2017: Cars 3
- 2017-2020: Rapunzel: De serie - Eugene/Flynn Rider
- 2022: Chip 'n Dale: Rescue Rangers - Zipper